# Sierra del Mugrón
Sierra del Mugrón är ett berg i Spanien.   Det ligger i provinsen Província de València och regionen Valencia, i den östra delen av landet, 280 km sydost om huvudstaden Madrid. Toppen på Sierra del Mugrón är 1 209 meter över havet, eller 397 meter över den omgivande terrängen. Bredden vid basen är 11,4 km.
Terrängen runt Sierra del Mugrón är varierad. Runt Sierra del Mugrón är det ganska glesbefolkat, med 43 invånare per kvadratkilometer. Närmaste större samhälle är Almansa, 8,0 km sydost om Sierra del Mugrón. Trakten runt Sierra del Mugrón består till största delen av jordbruksmark.